# Nusku Patera
La Nusku Patera è una struttura geologica della superficie di Io.